# ダンロップファルケンタイヤ

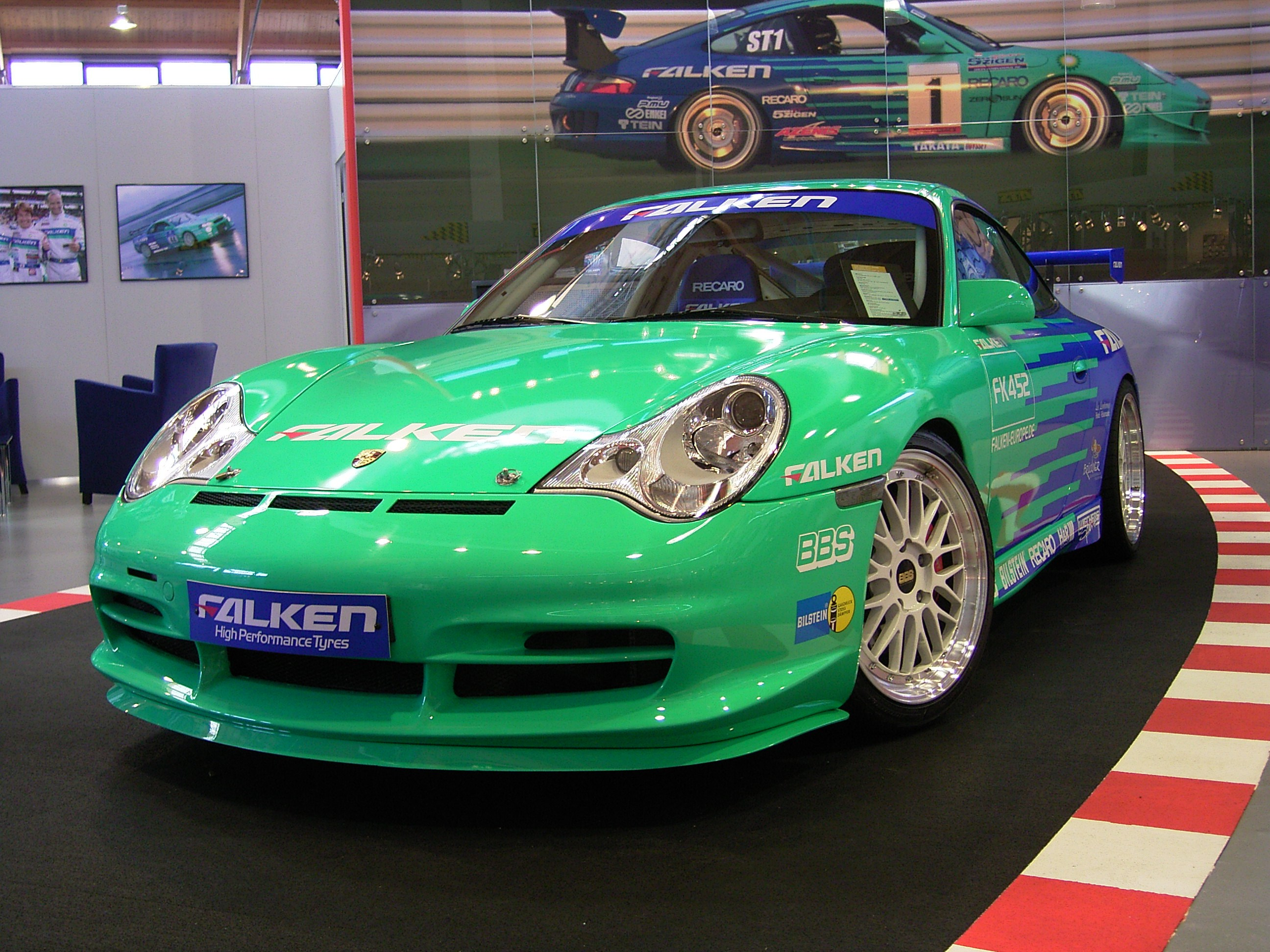
ファルケンタイヤを装着したポルシェ911 GT3 Cup

ダンロップファルケンタイヤ株式会社は、かつて存在した住友ゴム工業の子会社で、「ダンロップ」と「ファルケン」のタイヤブランドを取り扱う販売会社であった。
2005年1月5日にダンロップタイヤ株式会社（住友ゴム工業東京本社タイヤ営業本部が分社化）とファルケンタイヤ株式会社（住友ゴム工業への吸収合併後に設立された旧オーツタイヤ製品販売会社）が合併して発足した。本社は東京都江東区豊洲にある住友ゴム工業東京本社内に置かれた。
2010年1月1日にSRIハイブリッド（住友ゴム工業の産業品部門）と共に親会社へ吸収合併されて解散した。以降「ダンロップ」と「ファルケン」の国内向け市販タイヤは、製造も販売も住友ゴム工業が行っている。